# Arthur Allen Hoag
Arthur Allen Hoag (ur. 28 stycznia 1921 w Ann Arbor, Michigan, USA, zm. 17 lipca 1999 w Tucson, Arizona, USA) – amerykański astronom, szczególnie znany z odkrycia obiektu Hoaga, galaktyki pierścieniowej. Był członkiem wielu organizacji, m.in. MUA oraz AAS; ceniony za prace w dziedzinie fotometrii fotoelektrycznej i fotograficznej w astronomii, jak również za wkład w rozwój instrumentów astronomicznych i badania nad kwazarami.

## Życiorys
Studiował pod kierunkiem C. Smileya na Brown University, zdobywając dyplom z fizyki w roku 1942. W czasie II wojny światowej pracował w Naval Ordnance Laboratory. Po wojnie był krótko asystentem Smileya a następnie rozpoczął studia doktoranckie na Harvard University. W roku 1950 przeniósł się do US Naval Observatory (USNO), gdzie pracował pod opieką J.S. Halla. Tam prowadził badania doktorskie w dziedzinie fotometrii galaktyk spiralnych. Hoag otrzymał doktorat na Harvardzie w roku 1952. Jego promotorem był Bart J. Bok.
W 1955 dr Hoag został pierwszym dyrektorem Flagstaff Station USNO, gdzie zainspirował wiele ambitnych programów badawczych. Od roku 1966 kierował wydziałem astronomii Narodowego Obserwatorium Kitt Peak w Tucson (KPNO), gdzie współpracował m.in. nad budową 4-metrowego Mayall Telescope. Odnosił także sukcesy nad spektroskopią kwazarów.
Od roku 1977 Hoag był piątym dyrektorem Lowell Observatory w Flagstaff w Arizonie (zastąpił J.S. Halla), aż do odejścia na emeryturę w roku 1986. Był bardzo lubiany, opiekuńczy i towarzyski. Cenił bardziej pomoc innym uczonym w odnoszeniu sukcesów niż poszerzenie swoich własnych dokonań.
Carolyn oraz Eugene M. Shoemaker odkrytą przez siebie planetoidę nazwali jego nazwiskiem: (3225) Hoag.